# Arvid Åkerlind
Arvid Åkerlind, född i 1859 i Kumla, död 14 april 1914 i Uppsala, var en svensk-amerikansk körledare.

## Biografi
Arvid Åkerlind föddes 1859 i Kumla. Han blev 1880 student vid Uppsala universitet, där han ägnade såg åt filosofiska studier, utan att avlägga någon examen. Han blev senare sånganförare för Södermanlands-Nerikes nation. Han var även medhjälpare och ställföreträdare för Ivar Hedenblad inom Allmänna Sången. År 1885 blev han medlem i manskören Orphei Drängar, där han deltog i flera sångarfärder. Under två nationsturnéer var Åkerlind dirigent för kören, under sörmlänningarnas 1886 och norrlänningarnas 1892.
Åkerlind flyttade 1893 till Amerika och bosattes sig i Brooklyn. Han var där assistent på svenska konsulatet och direktör för svenska sångföreningen Lyran. Åkerlind blev senare sångledare och musikledare för svenska föreningen i New York och var även körledare för Svenska Sångarförbundet i Amerika. Han flyttade 1913 hem till Sverige och bosattes sig i Uppsala., där han avled 1914.